# 信达地产
信達地產股份有限公司，簡稱信達地產（英語：Cinda Real Estate Company Limited，上交所：600657），最早在1953年成立名為「中國百貨公司北京市公司第四批發部」，後更名「北京天橋百貨」，直至在1984年7月25日，再更名「北京天橋百貨股份有限公司」，最早業務是經營全國內營運各國百貨實體。1998年，北大青島集團進行收購，更名「北京天橋北大青鳥科技股份有限公司」，2008年3月，中國信達資產管理股份有限公司收購，現更名至今，業務在全國經營房地產，包括住宅、商用物業等。

## 历史[2]
1953年，成立名為「中國百貨公司北京市公司第四批發部」，後更名「北京天橋百貨」。
1984年7月25日，更名「北京天橋百貨股份有限公司」。
股份在1993年5月24日於上海證券交易所上市，發售定價為1.5元人民幣。。
1998年12月25和30日，北京天橋收購「北大青鳥商用信息系統有限公司」股權；後在北大青島集團進行收購，更名「北京天橋北大青鳥科技股份有限公司」。
2008年3月，中國信達資產管理股份有限公司以72億元人民幣收購，包括信達投資、深圳建信、海南建信、正元投資和贛粵高速聯合進行認購，把11家房地產企業資產注入，12月更名「信達地產股份有限公司」。
2016年6月，信達地產以58億元人民幣，取得位於上海寶山地皮。
2019年，北京天橋商場將被網拍，但直至2022年仍未成功投標。